# Isomyia fulvicornis
Isomyia fulvicornis är en tvåvingeart som först beskrevs av Jacques-Marie-Frangile Bigot 1887.  Isomyia fulvicornis ingår i släktet Isomyia och familjen Rhiniidae. Inga underarter finns listade i Catalogue of Life.